# 斧蛤科
斧蛤科是簾蛤目下的一科。斧蛤是濾食性的動物，在海岸及河岸的食物鏈中扮演著重要的角色。

## 描述
斧蛤的殼不對稱且呈扁長形，虹管短，腿大，善鑽洞。

## 屬
- Capsella
  - Capsella variegata
- 斧蛤屬 Donax Linnaeus, 1758
- Iphigenia Schumacher, 1817
  - Iphigenia brasiliana (Lamarck, 1818)